# 2XMM J160050.7–514245

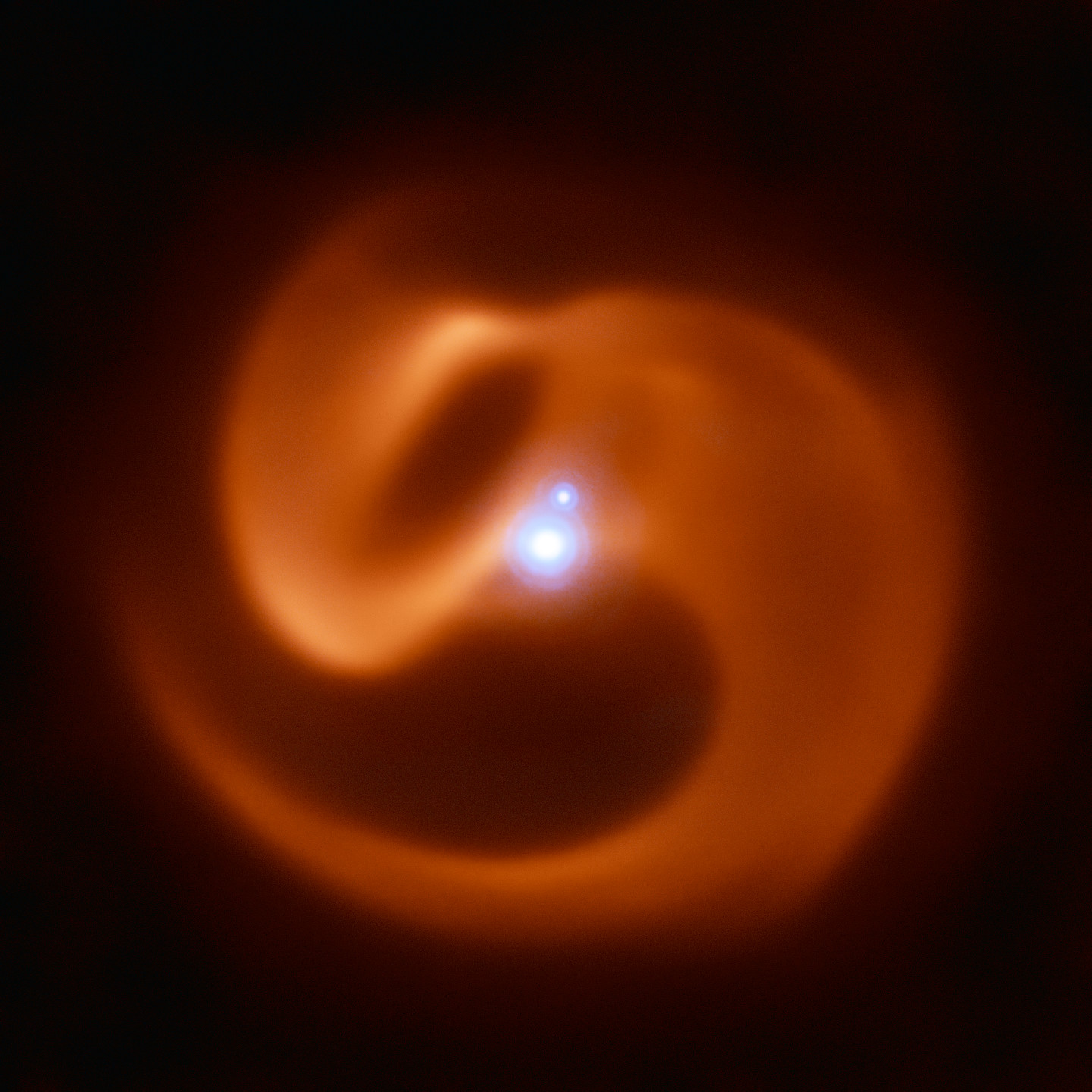
Снимок звёздной системы Апоп, сделанный Очень большим телескопом (VLT)

2XMM J160050.7-514245, или Апоп (англ. Apep) — тройная звёздная система, состоящая из двух звёзд Вольфа — Райе и сверхгиганта, расположенная в созвездии Наугольника. Окружена вихрящимися потоками звёздного ветра и космической пыли, вследствие чего названа в честь огромного змея из египетской мифологии. Будущий взрыв сверхновой может породить первый известный в галактике Млечный Путь гамма-всплеск. Из-за тридцатиградусного отклонения оси вращения звёздной системы по отношению к Земле потенциальный гамма-всплеск не опасен для жизни на Земле.

## Название
Двойная звезда 2XMM J160050.7-514245 была обнаружена космическим рентгеновским телескопом XMM-Newton. В 2018 году команда астрономов под руководством Джозефа Каллингема дали звезде собственное название Апеп (англ. Apep, в переводе на русский язык — «Апоп»). Название звезды происходит из имени существа из египетской мифологии — огромного змея, олицетворяющего зло и Хаос, извечного врага бога солнца Ра. Противостояние Ра и Апопа, по мнению Каллингема, является «подходящей аллюзией» на появление данной двойной системы и порождаемого ей звёздного ветра: «звезда, осаждаемая кольцами дракона».

## Характеристики
2XMM J160050.7-514245 является тройной звёздной системой, состоящей из двойной звезды Вольфа — Райе и ещё одной звезды-сверхгиганта, находящихся в гравитационном взаимодействии (соответственно, звёзды A, B и C). На снимке VLT визуально определяются две звезды, но нижняя более крупная звезда на самом деле является двойной звездой Вольфа — Райе, состоящей из двух звёзд, вращающихся вокруг барицентра с периодом около 100 лет. Третья звезда вращается вокруг двойной звезды на расстоянии около 1700 астрономических единиц (250 млрд. км) с периодом обращения, превышающим 10 тысяч лет. Систему окружают облака звёздного ветра и космической пыли, из-за чего звёздная система напоминает двойную звезду WR 104, которую окружает вихрящаяся туманность. Скорость звёздного ветра в системе составляет 12 000 000 км/ч, а скорость вращения космической пыли составляет 2 000 000 км/ч. Такая экстремально высокая скорость вращения практически уравновешивает поверхностную гравитацию звезды A с центробежной силой. Звезда A испускает быстрые звёздные ветры со своих полюсов и более медленные — с экватора; потоки вещества с экватора звезды A взаимодействуют со звездой B, создавая «вихрящуюся» форму звёздной системы. Звёзды Вольфа — Райе с быстрым вращением теоретически могут породить гамма-всплеск в ходе взрыва сверхновой; звёздная система 2XMM J160050.7-514245 подходит под это описание и может породить выброс двух гамма-джетов из своих полюсов. Угол отклонения оси вращения звёздной системы по отношению к Земле составляет примерно 30°, то есть потенциальный гамма-всплеск из данной системы не опасен для жизни на Земле.

## Наблюдение
Система 2XMM J160050.7-514245 находится в созвездии Наугольника (прямое восхождение: 16ч 00м 50.5с, склонение: −51° 42′ 45″) на расстоянии около 2,4 килопарсек (около 8 тысяч световых лет) от Земли. Межзвёздная экстинкция равняется 11,4. Система оптически определяется как два компонента: двойная звезда Вольфа — Райе (звёзды A и B) и супергигант (звезда C). Видимая звёздная величина системы равняется 17,5 (19,0 для звёзд A и B и 17,8 для звезды C). Звезда C, вероятно, является звездой высокой светимости класса B1Ia+, тогда как звезда А обладает спектром, типичным для звёзд класса WC7. У звезды B есть некоторые признаки класса WN4 или WN5; если это действительно так, то 2XMM J160050.7-514245 является редкой двойной системой из двух звёзд Вольфа — Райе. Альтернативное объяснение спектральных линий предполагает, что система состоит из необычной переходной двойной звезды класса WN/WC, а звезда C относится к спектральному классу OB.
Система была обнаружена 10 августа 2004 года космическим телескопом XMM-Newton, после чего наблюдалась в рентгеновском диапазоне телескопами XMM-Newton и Chandra. То, что 2XMM J160050.7-514245’s является двойной звездой Вольфа — Райе, было обнаружено в ходе исследования, проведённого нидерландским институтом радиоастрономии (ASTRON) с использованием телескопа Molonglo и позднее подтверждено наблюдениями с использованием Англо-австралийского телескопа. С 2016 по 2018 год проводились наблюдения с использованием Очень большого телескопа (VLT) Европейской южной обсерватории. Наблюдения велись командой под руководством австралийского радиоастронома Джозефа Каллингема, представляющего нидерландский институт радиоастрономии (ASTRON) с привлечением специалистов из Эдинбургского университета, Шеффилдского университета, Университета Нового Южного Уэльса и Сиднейского университета. В результате 19 ноября 2018 года в журнале Nature Astronomy вышла научная публикация, в которой утверждалось, что данная звёздная система потенциально способна породить гамма-всплеск. Это первая подобная система в нашей галактике Млечный Путь; ранее считалось, что гамма-всплески могут возникать только в более молодых галактиках.